# Yun Hyong-keun
Yun Hyong-Keun (coreano : 윤형근, Cheonju, Chungcheong del Norte, 12 de abril de 1928 - Seúl, 28 de diciembre de 2007 ) fue un pintor surcoreano, conocido como uno de los miembros destacados del movimiento Dansaekhwa.

## Vida
Yun Hyong-Keun vivió momentos difíciles casi toda su vida: primero la ocupación japonesa de Corea y la Guerra de Corea, y luego la dictadura de Park Chung-hee .
En 1947 fue a la Universidad Nacional de Seúl para estudiar "Pintura occidental". Pero ese mismo año fue arrestado y expulsado por participar en unas protestas estudiantiles. Las protestas denunciaban la participación en la escuela por parte del Gobierno Militar de los Estados Unidos de América en Corea. Los estudiantes suspendieron clases y expulsaron a 4956 estudiantes (posteriormente 3158 fueron readmitidos).
Como consecuencia de haber participado en estas protestas, en 1949 fue incluido en la lista de un programa oficial de "reeducación" conocido como la "Liga Bodo". El gobierno de Corea del Sur incluyó a unas 300.000 personas en esta liga, argumentando que eran comunistas u opositores políticos; su objetivo era "reeducarlos" y ponerlos de vuelta en el camino correcto. Cuando comenzó la guerra en 1950, el gobierno comenzó a arrestar y a ejecutar a los que estaban en esta lista. Muchos de ellos ni siquiera sabían que estaban en esa lista o incluso que existía. Yun logró escapar con mucha suerte, escondiéndose en un bosque (según explica Kim Inhye, quien organizó las últimas exposiciones del artista). Atrapado en Seúl, controlada por Corea del Norte, se vio obligado a trabajar para el Ejército de Corea del Norte. Como resultado, le acusaron de colaborar con los comunistas y fue encarcelado durante seis meses en 1956, en la prisión de Seodaemun.
Aunque pasó poco tiempo en la Universidad Nacional de Seúl, al entrar en él conoció al profesor Kim Whanki, un importante artista coreano. A partir de entonces, Kim Whanki estuvo muy presente en la vida de Yun: fue su mentor, amigo y suegro. En 1952, Kim Whanki se trasladó a la Universidad de Hongik como profesor y consiguió un permiso de admisión especial para que Yun continuara sus estudios en 1954. Se graduó allí en 1957, habiendo estudiado Pintura Occidental.
El 22 de marzo de 1960 Yun se casó con Kim Young-sook, la hija mayor de Kim Whanki.
Yun empezó a pintar en 1961, y ese mismo año consiguió un puesto de profesor en la Escuela para Mujeres Sookmyung. Mientras era maestro allí, en 1973, la escuela aceptó a una estudiante que no reunía las condiciones necesarias dictadas por la escuela. Esta estudiante estaba relacionada con una persona importante en el Servicio de Inteligencia Nacional de Corea y Yun criticó este comportamiento poco ético. Como resultado de esta protesta, fue nuevamente arrestado y encarcelado, acusado de violar las leyes anticomunistas. Pasó alrededor de un mes en la prisión de Seodaemun. Incluso después de su liberación estuvo en una lista negra, tuvo dificultades para encontrar trabajo y vivió bajo vigilancia policial. Después de esta experiencia y de salir de prisión, Yun se entregó del todo a la pintura.

## Obra

### Los primeros años
Yun comenzó a pintar en 1961, el mismo año que empezó a trabajar como profesor de arte. Esta etapa inicial se prolongó hasta su incidente de 1973, tras lo cual se produjo un cambio en su obra. La mayoría de sus obras de estos primeros años son pinturas abstractas en colores claros, y la influencia de Kim Whanki en ellos es muy notoria. Estos colores claros desaparecieron de su paleta en 1973, prevaleciendo los colores oscuros que caracterizarían su obra.
En octubre de 1966 realizó su primera exposición individual en la Press Center Gallery de Seúl. En 1969 participó en la bienal de Sao Paulo y, así, poco a poco empezó a popularizarse.

### A partir de 1973: La Puerta del Cielo y la Tierra
Después de salir de prisión en 1973, Yun se entregó del todo a la pintura. A partir de este momento, dejó de lado los colores que había utilizado anteriormente y empezó a predominar la oscuridad que sería un rasgo destacado de su obra. Empezó a crear obras con su propio estilo y las mostró en sus exposiciones individuales: en la Galería Myongdong (1973, 1974) y en la Galería Munheon (1975, 1976) en Seúl ; y también en Tokio, en la Galería Muramatsu (1976) y la Galería de Tokio (1978). Sus obras de arte creadas desde finales de 1974 hasta mediados de la década de 1980 presentan principalmente un lienzo rectangular con un gran espacio sin marcar flanqueado por dos o tres secciones oscuras en forma de columna que suben y bajan en toda la altura del lienzo.
Yun situó los trabajos que realizó durante estos años como parte de su tesis de La Puerta del Cielo y de la Tierra (The Gate of Heaven and Earth), tal y como consta en su diario en enero de 1977. Para ello, usó Tierra de sombra (Umber) y el Azul Ultramar; El Tierra de sombra representaba la Tierra y el Azul ultramar el cielo, la mezcla de los dos producía un color oscuro cercano al negro.
La rabia que le causó la masacre de Gwangju en 1980 también se puede ver representada en su obra. En varios de sus cuadro pintó las características columnas de sus obras medio tumbadas o apoyadas entre sí y con la pintura negra cayendo por el lienzo, como lágrimas.

### Las bases de su obra
Aunque es conocido como uno de los miembros destacados del movimiento Dansaekhwa, Yun prefería no ser clasificado como un "artista Dansaekhwa". Después de todos los momentos difíciles de su vida, Yun le daba más importancia a las personas, la sociedad y la naturaleza que al arte mismo.
Según las palabras de su diario, “No se puede hacer arte desde la teoría. Creo sinceramente que el arte eterno y fragante sólo puede provenir de una persona pura e inocente" . Yun dijo que sus trabajos eran como un diarío, diarios que servían para contar su día a día.
"Quiero hacer cuadros que, como la naturaleza, uno nunca se canse de mirar. Eso es todo lo que quiero en mi arte. Como todo lo que hay en la tierra acaba volviendo a ella, todo es cuestión de tiempo. Cuando recuerdo que esto también se aplica a mí y a mis cuadros, todo parece tan insignificante.”

### Últimos años
Las últimas obras de Yun, realizadas a partir de finales de la década de 1980, representan la culminación de su búsqueda de la simplificación a lo largo de toda su vida. Las sutiles variaciones de color desaparecieron por completo, por lo que estas obras de la última etapa parecen pintadas con negro puro. Además, usó menos aceite en la mezcla de pintura y, por lo tanto, las superficies permanecieron más secas.
La mayoría de las obras posteriores de Yun fueron pintadas con mayor precisión: dibujaba rectángulos sobre lienzo con regla y lápiz; cubría los bordes de los rectángulos con cinta adhesiva, y después de pintar la superficie, quitaba la cinta.
En 2007, el año de su muerte, Yun pintó una veintena de obras de la serie Tierra de sobra tostada y Azul Ultramar (Burnt Umber & Ultramarine Blue) . Para esta serie, volvió al tejido de algodón blanco que tan a menudo utilizó en sus primeros trabajos de la década de 1970. Pintaba dos grandes rectángulos negros dispuestos de diferentes maneras: unos están uno al lado del otro, otros en forma transversal y otros aparecen apilados uno encima del otro, como si estuvieran a punto de colapsar por el agotamiento. Estas obras consuman el tema de las "relaciones" que Yun desarrolló durante toda su vida, al tiempo que transmiten un solemne mensaje de soledad, serenidad y muerte desde el verdadero reino de la vejez.